# جیک مک‌لافلین
جیک مک‌لافلین (انگلیسی: Jake McLaughlin؛ زادهٔ ۷ اکتبر ۱۹۸۲) بازیگر اهل ایالات متحده آمریکا است.

## گزیده فیلم‌شناسی
- در دره الاه (فیلم) (۲۰۰۷)
- کلاورفیلد (۲۰۰۸)
- روزی که دنیا از حرکت ایستاد (فیلم ۲۰۰۸) (۲۰۰۸)
- سوپر هشت (۲۰۱۱)
- مبارز (فیلم ۲۰۱۱) (۲۰۱۱)
- خانه امن (فیلم ۲۰۱۲) (۲۰۱۲)
- وحشی‌ها (۲۰۱۲)
- یگان (مجموعه تلویزیونی) (۲۰۰۷)
- سی‌اس‌آی (۲۰۰۷)
- سی‌اس‌آی: میامی (۲۰۱۲)
- ذهن‌های مجرم (۲۰۰۸)
- قهرمان‌ها (مجموعه تلویزیونی) (۲۰۰۸)
- ان‌سی‌آی‌اس: لس آنجلس (۲۰۱۰)
- آناتومی گری (مجموعه تلویزیونی) (۲۰۱۰)
- منتالیست (۲۰۱۱)
- باور (مجموعه تلویزیونی) (۲۰۱۴)
- اسکورپیون (مجموعه تلویزیونی) (۲۰۱۴)
- کوانتیکو (۲۰۱۵–۲۰۱۸)